# Barbagia di Ollolai
La Barbagia di Ollolai (Barbàgia 'e Ollolài o Barbàza 'e Ollolài in sardo) è una regione storica della Sardegna centrale.
Fu una curatoria del Giudicato di Arborea.
Ne fanno parte i comuni di Olzai, Sarule, Ollolai, Gavoi, Lodine, Fonni, Ovodda, e Mamoiada, Tiana, Teti e Austis. Secondo alcune tesi, anche alcuni altri centri sarebbero stati compresi nella Barbagia di Ollolai durante la vigenza dell'Impero Bizantino e il primo periodo giudicale del Giudicato di Arborea. 

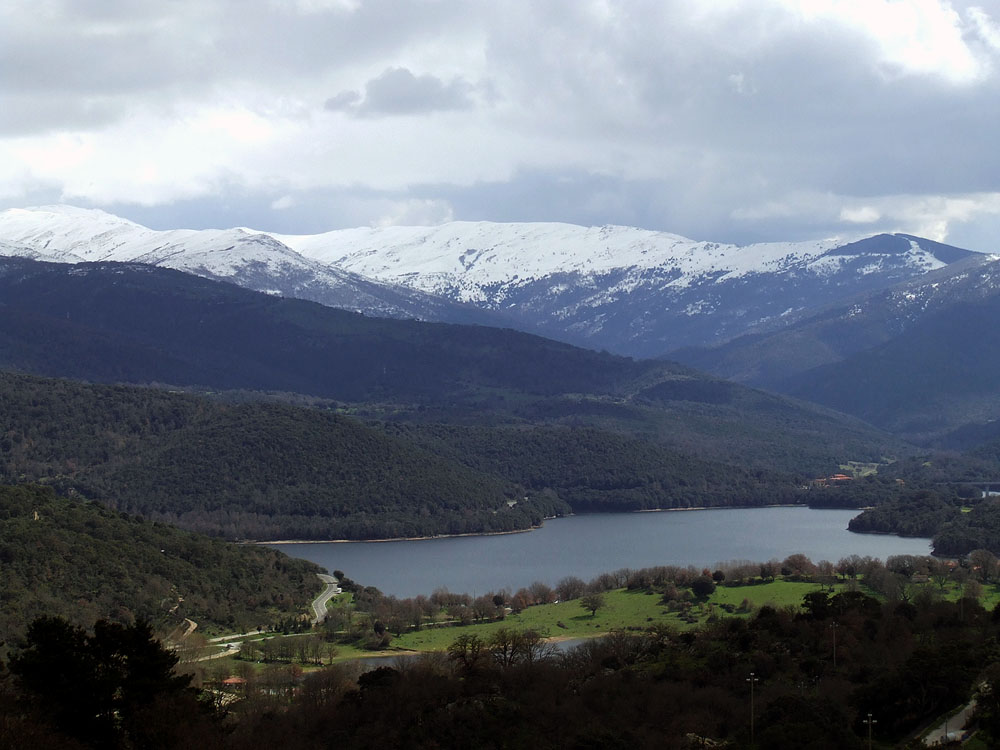
Il lago di Gusana

Il lago di Gusana lambisce i territori di alcuni dei comuni più centrali della Barbagia di Ollolai.
La regione comprendeva anche i villaggi scomparsi di Crapedha Sa Itria, Orrui o San Michele, Orreade (o Orcadae, pronunciata Ortzade) o San Sebastiano, oggi località Ortziai, e Oleri o Santu Predu, rispettivamente collocati negli odierni agri di Gavoi, Fonni, Ollolai e Ovodda. A Orgosolo nel XVII secolo scomparve Locoe (San Leonardo). A Oliena nel XIV-XV secolo scomparvero Golcone (Santu Milianu), Dule o Notule (Sa Misericordia), Gadu o Giumpattu (Santa Ligustina), Filihuri o Filluri (N.S. de sos Disamparados), Latinaco o Lanaito. Della Barbagia di Ollolai faceva parte anche Ilohe, località Iloghe (San Pietro), in agro di Dorgali, scomparso nel XIV secolo, la cui grafia tradisce l'appartenenza linguistica barbaricina. Questi paesi furono colonizzati dai bizantini, che si stabilirono proprio nel borgo di Ollolai, che diede il nome alla Barbagia di Ollolai.